# Adolphe Sax

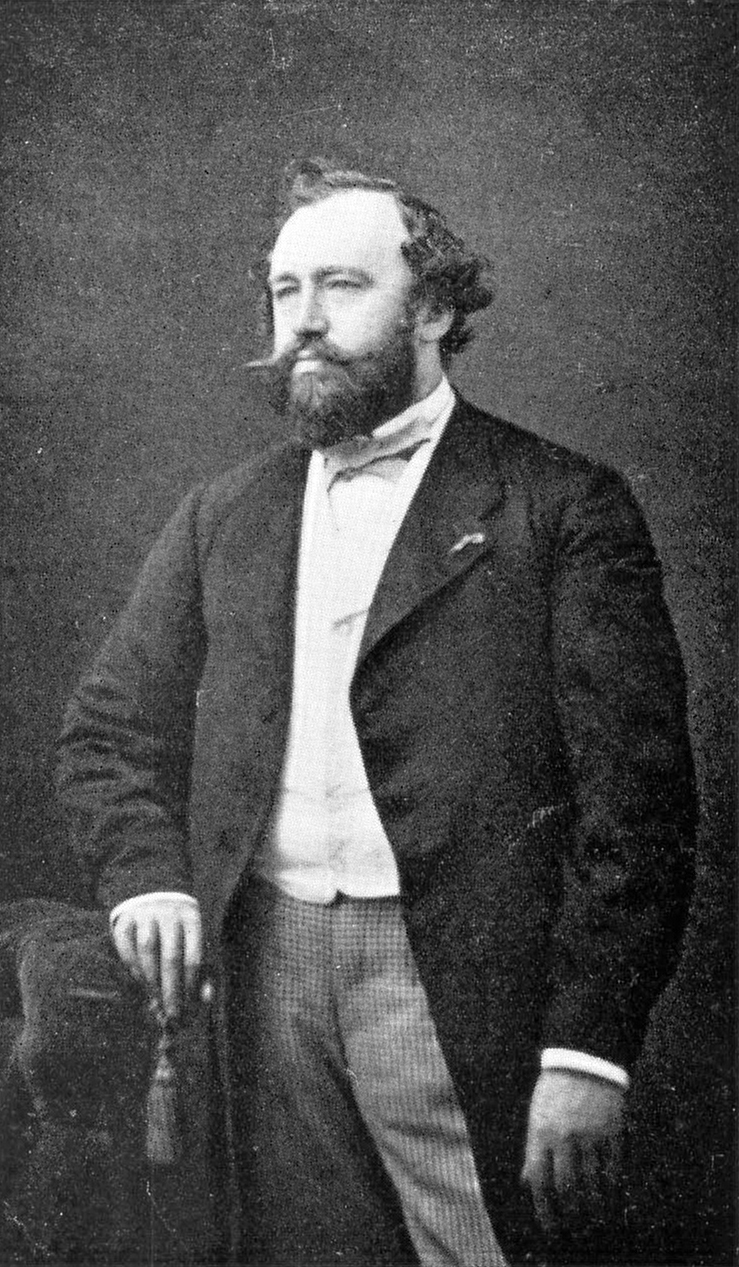
Adolphe Sax

Adolphe Sax, född 6 november 1814 i Dinant i Belgien (som var en del av Nederländerna fram till 1830), död 7 februari 1894 i Paris, var en belgisk instrumentmakare. 

## Biografi
Adolphe Sax som var son till instrumenttillverkaren Charles-Joseph Sax sysselsatte sig sedan tidig ålder med att förbättra klarinettens konstruktion och uppfann på så sätt bland annat saxofonen på 1840-talet. Patentansökan inlämnades 21 mars 1846 och den 22 juni 1846 beviljades patent på musikinstrumentet (Frankrike, Brevet d'invention no 3226 du 21 mars 1846).
Omkring 1840 uppfann Sax även clarinette-bourdon, en tidig variant av kontrabasklarinetten.
1857 blev han lärare i saxofon vid Pariskonservatoriet.

## Utmärkelser
Asteroiden 3534 Sax är uppkallad efter honom.